# Alexander Shabalov
Alexander Shabalov (en letón: Aleksandrs Šabalovs, en ruso: Александр Шаба́лов, Aleksandr Shabálov; nacido en Riga (Letonia) el 12 de septiembre de 1967) es un Gran Maestro Internacional de ajedrez estadounidense. Shabalov ha ganado 4 veces el Campeonato de ajedrez de Estados Unidos, 1993 (compartido), 2000 (compartido), 2003 y 2007. Es de origen letón y como sus compañeros letones Alexéi Shírov y Mijaíl Tal es conocido por exponerse a complicaciones incluso a costa de una solvencia objetiva. En julio de 2007, en la lista de la FIDE, ocupa el puesto 101.º del mundo con un ELO de 2626 y el número de 5.º de Estados Unidos
Actualmente, Alexander Shabalov da clases regularmente de ajedrez a jugadores de todas las edades en The House of Chess, una tienda que dirige en el Ross Park Mall en Pittsburgh (Pensilvania). Shabalov es conocido por jugar contra cualquier persona aficionada y complace a los buscadores de autógrafos.

## Actuación en Olimpiadas
Alexander Shabalov ha participado en cinco Olimpíadas de ajedrez, una para Letonia y otras cuatro con el equipo de Estados Unidos:
- Tercer tablero de Letonia en Manila (1992), consiguiendo 7.5/12 puntos.
- Primer tablero de Estados Unidos en la Olimpiada de Tel Aviv (1994), consiguiendo 3/8 puntos.
- Segundo tablero de Estados Unidos en la Olimpiada de Elista (1998), consiguiendo 5/8 puntos y ganando la medalla de plata por equipos.
- Tercer tablero de Estados Unidos en la Olimpiada de Estambul (2000), consiguiendo 6/10 puntos.
- Segundo tablero de Estados Unidos en la Olimpiada de Calviá (2004), consiguiendo 5/10 puntos.

## Partidas notables
A continuación se muestran dos brillantes victorias contra los Grandes Maestros Iliá Smirin y Alexéi Shírov. La primera con blancas contra una Defensa siciliana y la segunda con negras con la arriesgada Defensa Schliemann de la Apertura española. 
Alexander Shabalov - Iliá Smirin, Defensa Siciliana, Manila (1992)
1.e4 c5 2.Cf3 d6 3.d4 cxd4 4.Cxd4 Cf6 5.Cc3 Nc6 6.Cg5 e6 7.Dd2 Ae7 8.O-O-O O-O 9.f4 h6 10.h4 Cxd4 11.Dxd4 a6 12.Ae2 Da5 13.Af3 Td8 14.g4 Ad7 15.Axh6 gxh6 16.g5 Ce8 17.Tdg1 h5 18.Axh5 Af8 19.f5 De5 20.Dd2 exf5 21.g6 fxg6 22.Txg6+ Rh7 23.Thg1 fxe4 24.Th6+ Axh6 25.Ag6+ Rg7 26.Axe8 Rh7 27.Ag6+ Rg7 28.Axe4 Rf7 29.Dxh6 Th8 30.Ad5+ Re8 31.Dd2 Rd8 32.Te1 Dh5 33.Ce4 Dh6 34.Cg5 Rc7 35.Te7 Tae8 36.Da5+ b6 37.Dc3+ Rd8 38.Txd7+ Rxd7 39.Dc6+ Re7 40.Dc7+ Rf6 41.Dxd6+ Rf5 42.Dd7+ Re5 43.Af7 Df8 44.Dd5+ Rf6 45.Df3+ Re7 46.Db7+ Rf6 47.Dxb6+ Rf5 48.Df2+ Re5 49.Dg3+ Rf6 50.Df4+ Re7 51.Dc7+ Rf6 52.Dc6+ Re5 53.Dd5+ Rf6 54.Df3+ Re7 55.Db7+ Rd8 56.Db8+ Re7 57.Da7+ Rd8 58.Da8+ Re7 59.Da7+ Rd8 60.Db6+ Re7 61.De6+ Rd8 62.Db6+ Re7 63.Dxa6 Tb8 64.Da7+ Rd6 65.Dd4+ Rc6 66.Ad5+ Rd7 67.Cf7 Th6 68.Dg4+ Rc7 69.Df4+ Td6 70.Dxd6+ Dxd6 71.Cxd6 Rxd6 72.Af7 Tf8 73.Ag6 Tf1+ 74.Rd2 Tf2+ 75.Re3 Th2 76.h5 Re5 77.Rd3 Rd5 78.Rc3 1-0
Alexéi Shírov - Alexander Shabalov, Apertura española, Defensa Schliemann, (2001)
1.e4 e5 2.Cf3 Cc6 3.Ab5 f5 4.Cc3 Cf6 5.exf5 e4 6.Cg5 d5 7.d3 h6 8.Ce6 Axe6 9.fxe6 Dd6 10.dxe4 Dxe6 11. O-O dxe4 12.Ce2 Ad6 13.Cd4 De5 14.g3 O-O 15.Axc6 bxc6 16.Af4 De8 17.Axd6 cxd6 18.c4 Dd7 19.De2 Tae8 20.Tad1 Dh3 21.g4 c5 0-1